# Will Ryan
William Ryan (23 de dezembro de 1988) é um velejador australiano.

## Carreira
Ryan representou seu país nos Jogos Olímpicos de Verão de 2016, nos quais conquistou medalha de prata na 470, juntamente com Mathew Belcher. Obteve o ouro na mesma classe em Tóquio 2020 ao lado novamente de Belcher.